# Museum of Pop Culture

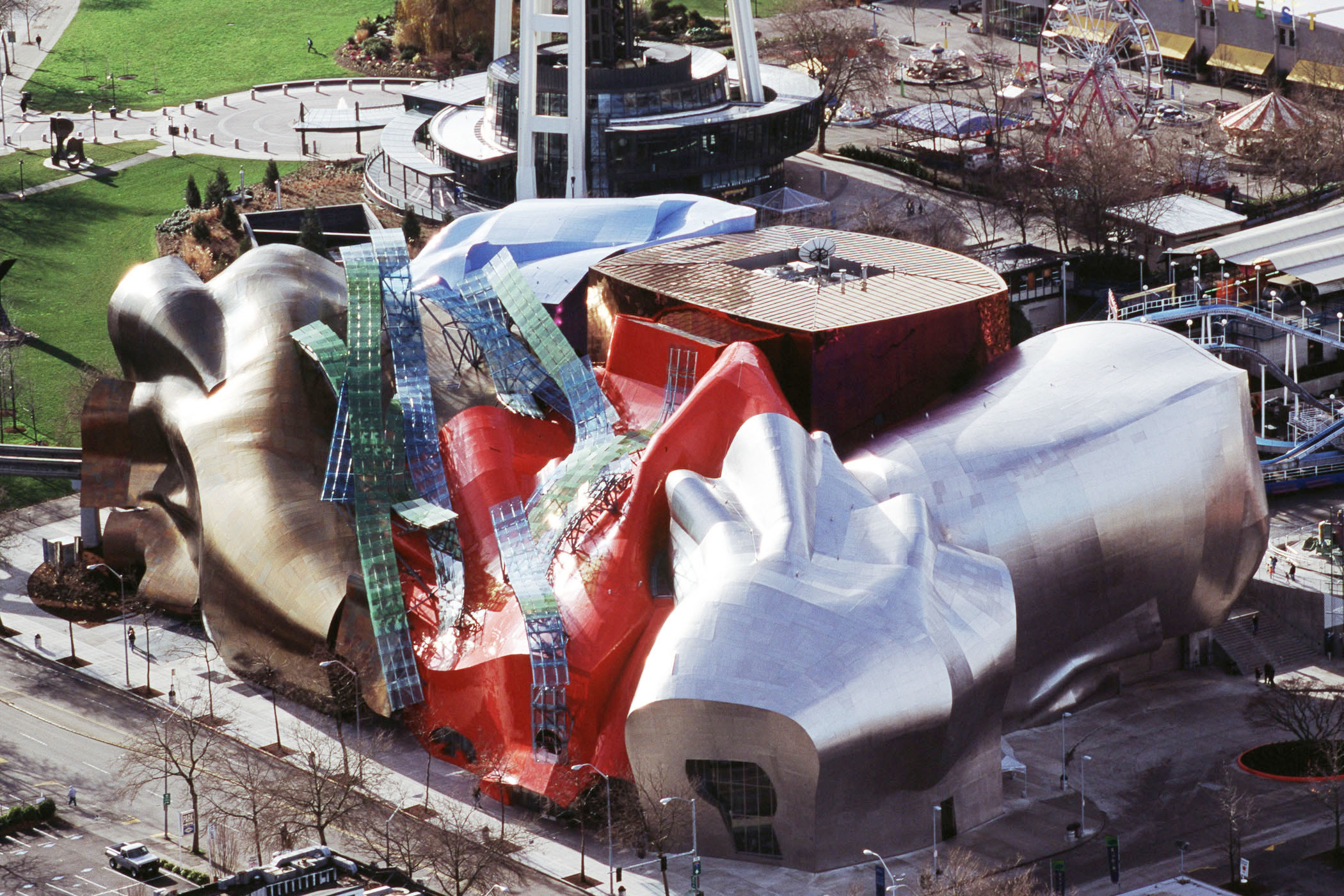
Het complex in 2008

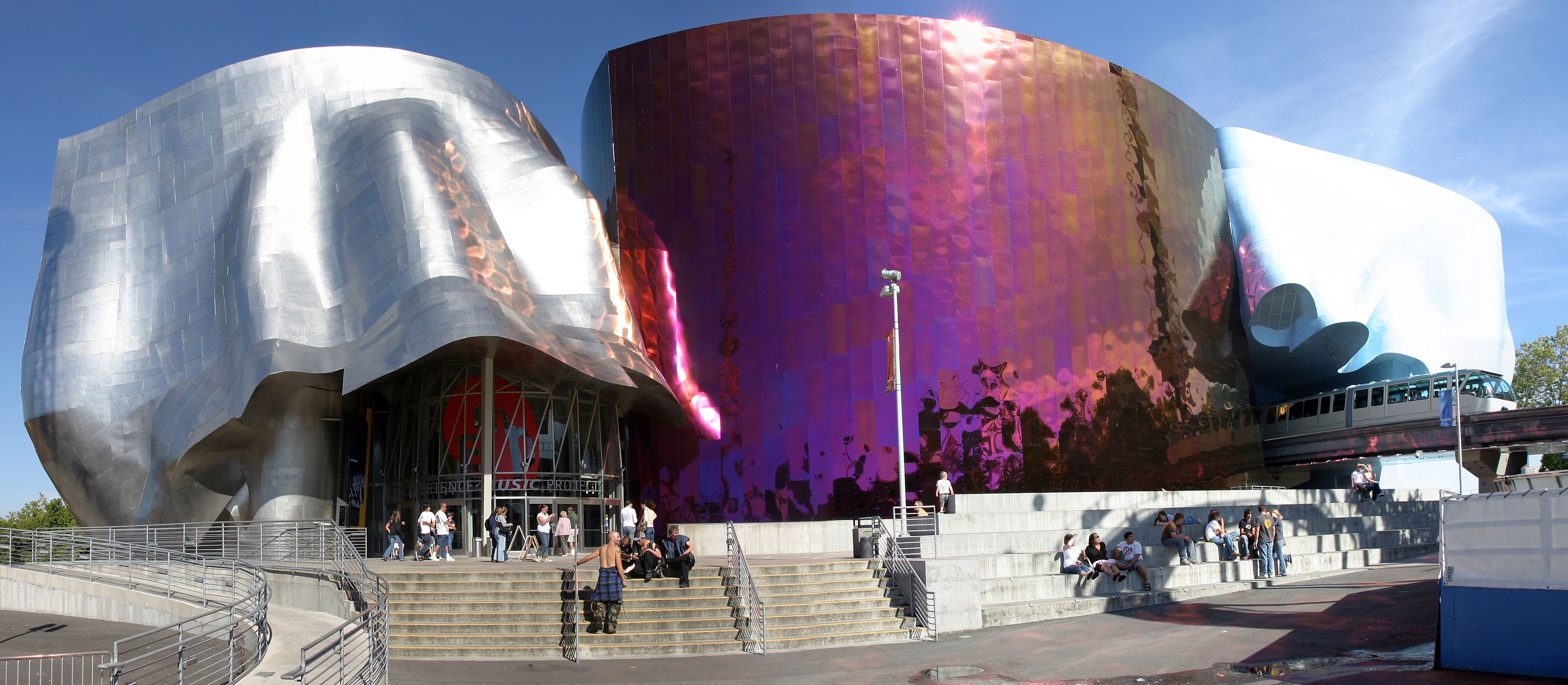
De gevel van het complex

Het Museum of Pop Culture (MoPOP) is gewijd aan sciencefiction, popmuziek en popcultuur. Het gebouw werd ontworpen door Frank Gehry. Het staat in de Amerikaanse plaats Seattle in het kunst- en uitgaansgebied genaamd Seattle Center en vlak bij de Space Needle. De bouw werd grotendeels gefinancierd door Paul Allen, medeoprichter van Microsoft. Het gebouw werd geopend in 2000 en was bedoeld als tegenhanger van de Rock and Roll Hall of Fame in Cleveland (Ohio). Tot en met november 2016 heette het museum Experience Music Project of EMP Museum, en eerder nog Experience Music Project and Science Fiction Museum and Hall of Fame (EMP|SFM).

## Architectuur
De bouwstijl van het museum behoort tot het deconstructivisme en de blob-architectuur. Het gebouw is bedekt met 21.000 unieke platen van aluminium en roestvast staal in verschillende kleuren. De goudkleur staat voor Les Paul, blauw staat voor het merk Fender, paars voor Jimi Hendrix en rood voor de kleur van de voertuigen waarin de rock-'n-roll-sterren zich verplaatsten. Alle vormen die in de buitenkant van het gebouw verwerkt zijn, moeten vervormde gitaren voorstellen. Gehry's bedoeling was om een knuffelbaar gebouw neer te zetten. De Seattle Center Monorail loopt dwars door het gebouw.
In Windows 7 zijn verschillende afbeeldingen van het gebouw als bureaubladachtergrond te vinden.